# Polygala tenuicaulis
Espèce
Polygala tenuicaulis Hook.f. est une espèce de plantes à fleurs de la famille des Polygalaceae et du genre Polygala, présente au Cameroun et au Nigeria.

## Liste des variétés
Selon Catalogue of Life (29 septembre 2017) :
- variété Polygala tenuicaulis var. tayloriana

Selon Tropicos (29 septembre 2017) :
- variété Polygala tenuicaulis var. longifolia Oliv.

## Distribution
La variété Polygala tenuicaulis subsp. tenuicaulis est endémique du Cameroun, où on la trouve dans la région du Sud-Ouest, au mont Cameroun et sur les hauts plateaux des Bamboutos et de Bamenda.
La variété Polygala tenuicaulis subsp. tayloriana est présente au Cameroun sur les mêmes sites, ainsi qu'à Ngaoundéré, mais également au Nigeria sur le plateau de Mambila et au mont Dimlang (Vogel Peak).